# Мухаммед аш-Шейх
Мухаммед аш-Шейх аль-Махди (Абу Абдаллах аш-Шейх Мухаммед ибн Яхья) (ум. 1505) — первый султан Марокко из династии Ваттасидов (1472—1505), сын Абу Закарии Яхья аль-Ваттаси (ум. 1448), визиря при династии Маринидов (1421—1448).

## Биография
Мухаммад аш-Шейх аль-Махди происходил из берберского племени Ваттасидов (бану ваттас). Изначально оно кочевало у границ Высокого плато и Сахары, но лето проводило в Восточном Марокко. После утверждения династии Маринидов, Ваттасиды получили богатые владения в Рифе и в дальнейшем постепенно увеличивали своё влияние при дворе.
Представители Ваттасидов с 1421 года занимали должности визирей при дворе марокканских султанов из династии Маринидов и имели реальное влияние на государственную политику. Последний маринидский султан Абд аль-Хакк II (1420—1465) попытался отстранить от власти Ваттасидов и в 1459 году попытался их перебить. Мухаммад аш-Шейх вместе со своим братом смог бежать и укрылся на севере Марокко (Асила). Здесь Ваттасиды собрали войско для борьбы против Маринидов, но султан Абдальхак был убит в 1465 году во время народного восстания в Фесе.
После пресечения династии Маринидов в Марокко шесть лет шла гражданская война между различными претендентами. В 1472 году Мухаммед аш-Шейх вступил в Фес и объявил себя султаном, став первым представителем династии Ваттасидов. Несмотря на это, берберские племена и марабуты на юге страны не признали его власть. На юге Марокко пришла к власти династия Саадитов.
Воспользовавшись междоусобицей в Марокко, португальцы захватили ряд марокканских портов на атлантическом побережье. В 1471 году король Португалии Афонсу V захватил Танжер. После захвата португальцами Танжера и Асилаха они стали фактически контролировать Гибралтарский пролив. Из-за превосходства португальцев султан Мухаммед аш-Шейх вынужден был заключить перемирие и признать португальские завоевания. Португальцы добились значительного контроля над марокканской морской торговлей.
В 1479 году султан Мухаммед аш-Шейх подписал договор с Испанией, предоставив испанцам исключительное право на средиземноморское побережье Марокко. В 1497 году испанцы захватили первый марокканский порт Мелилью.
В 1492 году последнее мусульманское государство на Иберийском полуострове -
Гранадский эмират — было завоевано объединенной Испанией. После завершения Реконкисты испанцы перенесли свои завоевательные планы на североафриканское побережье.
Бессилие султана Мухаммеда аш-Шейха в отражении агрессии европейских держав значительно ослабило авторитет султана среди племен в Марокко. Хотя формально Мухаммед считался правителем всей страны, но на самом деле управлял только в крупных городах на севере страны, контролируя территорию от Умм ар-Рбии до Танжера.
В 1505 году после смерти Мухаммеда аш-Шейха новым султаном Марокко стал его сын Мухаммед аль-Буртукали (1505—1524).